# Сосна
Сосна́ (лат. Pínus) — типовой род хвойных деревьев, кустарников или стлаников семейства Сосновые (Pinaceae).
Сосны — растения со строго мутовчатым ветвлением и побегами двух типов — удлинёнными и укороченными. Хвоя располагается только на укороченных побегах. По числу хвоинок на укороченном побеге сосны делятся на двухвойные, трёххвойные и пятихвойные.
По современным данным, существует около 130 видов сосны, которые в естественном произрастании рассеяны по всему Северному полушарию от экватора до заполярья. В умеренном и субарктическом климате они образуют леса как на равнинах, так и в горах, а в субтропиках, тропиках и вблизи экватора произрастают преимущественно в горах, хотя растут и на равнинах, как, например, сосна карибская.

## Название
Одна из двух версий производит латинское название дерева от кельтского слова pin, что означает скала, гора, то есть растущее на скалах, другая — от латинских слов pix, picis, что означает смола, то есть смолистое дерево.
Виды сосны, дающие съедобные орехи, главным образом, условно объединяются под названием кедровые сосны. Однако надо помнить, что Кедр (Cedrus) — другой род деревьев того же семейства, а семена сосны не являются орехами в ботаническом смысле. Кроме того, съедобные орешки даёт сосна пиния, не относящаяся к кедровым соснам.

## Ботаническое описание
Сосны — вечнозелёные, богатые смолой деревья, обыкновенно очень крупные, реже мелкие, иногда почти кустарники.
Побеги у сосны, как и у кедров, лиственниц, лжелиственниц, двух типов: длинные и укороченные. Листья на длинных побегах бурые и чешуйчатые. Листья на укороченных побегах 5—9 см длиной, игольчатые, сидят пучками по 2—5 штук и окружены у основания плёнчатыми влагалищами. Соответственно количеству листьев в пучке виды сосен называются двухвойными, трёхвойными и пятихвойными. Так, сосна обыкновенная (Pinus sylvestris) и сосна приморская (Pinus pinaster) — двухвойные, сосна сибирская (Pinus sibirica) и японская белая сосна (Pinus parviflora) — пятихвойные, сосна Бунге (Pinus bungeana) — трёххвойная. Листья сохраняются на побегах в течение нескольких лет. Иногда, чаще всего в результате повреждений, наносимых насекомыми, на сосне развиваются розеточные побеги. Такие побеги чрезвычайно коротки и имеют пучки коротких и широких игл.
Мужские стробилы собраны колосом у основания молодых веточек. Пыльцевые мешочки раскрываются продольной трещиной. Женские стробилы в шишках, расположенных в верхней части дерева.
Шишки яйцевидные или продолговатые, обыкновенно поникшие, а при зрелости опадающие целиком. Они состоят из черепитчато-сложенных плодовых чешуй, деревянистых или кожистых, утолщённых на конце в виде гранёного щитика. Эти чешуи сначала плотно сомкнуты, при полной же зрелости расходятся, обнажая семена, которые находятся по 2 против каждой чешуи. Семена большей частью крылатые, реже без крыла, с твёрдой оболочкой в виде орешка. В зародыше может быть от 4 до 15 семядолей.

## Распространение
Ареал простирается от заполярья до экваториальных районов. Сосна является одним из самых распространённых деревьев на планете, хотя по многочисленности (количеству деревьев) и площади лесов с преобладанием в древостое уступает лиственнице. По общей площади ареала в мире занимает первое место среди хвойных деревьев, а из всех древесных пород уступает только иве, ольхе, тополю и берёзе. В России род представлен 16 дикорастущими и 73 интродуцированными в открытом грунте видами сосен.
Из видов, растущих дико в России и сопредельных странах, больше всего заслуживает внимания Сосна обыкновенная (Pinus sylvestris L.). Это большое дерево до 40 м высоты с кроной — в юности пирамидальной, в старости же зонтикообразной. Иглы хвои сидят по 2 вместе, снизу тёмно-зелёного, сверху голубовато-зелёного цвета, большей частью 4—5 см длины. Кора красно-бурая. Шишки (молодые) конической формы, щиток их чешуй ромбической формы. Семена с длинным крылом.
Сосна чрезвычайно распространена по всему северу России и большей части Сибири и образует как чистые леса, так и леса в смеси с елью и другими породами. Сосновые боры особенно типичны для песчаной почвы и скалистого субстрата. К югу от линии, проходящей через Киев, затем по реке Оке до устья реки Цны, затем через Казань и вдоль рек Камы и Белой до Уфы сосна встречается очень редко и спорадически, образуя небольшие рощи на известковых и меловых склонах, а также на песках. Предполагают, что в этой области некогда сосна была распространена более, чем теперь, но затем стала вымирать вследствие вековых изменений климата. К югу от городов Каменца-Подольского, Днепра, Саратова и Оренбурга в степях сосна не встречается, но появляется вновь на Кавказе, где она растёт во многих пунктах. Она встречается спорадически также в северном Туркестане, в горах Кокшетау, Каркаралы и других, к востоку же по Сибири доходит почти до Тихого океана. В Красноярском крае сосна обыкновенная представлена тремя подвидами: кулундинским (Минусинские боры); сибирским (большинство районов края) и лапландским (севернее 62° с. ш.).
Другой вид сосны, распространённый главным образом в Сибири, — Сибирский кедр (Pinus sibirica Du Tour). В Амурской области появляется третий вид сосны, близкий к предыдущему, — Корейский кедр (Pinus koraiensis Siebold & Zucc.), с более вытянутыми шишками и семенами.
В Восточной Сибири, от Забайкалья до Камчатки, от Якутии и Колымы до Амурской области, Хабаровского и Приморского краёв чрезвычайно распространён один мелкий вид сосны, представляющий как бы «кедр в миниатюре». Это Кедровый стланик (Pinus pumila Regel). Он очень близок к сибирскому кедру, но все его органы гораздо меньших размеров. В особо неблагоприятных условиях его рост порою не выше метра. В популяции образует огромные заросли в горах и равнинах восточной Сибири и растёт так густо, что путешественники ходят и ездят на оленях по кронам этого деревца, сливающимся в одну плотную массу. В высокогорье Восточного Саяна и на Алтае встречается стланиковая форма кедра сибирского, которую часто путают с кедровым стлаником.
Один из южных видов сосны — Сосна крымская (Pinus nigra J.F.Arnold), образующая рощи в горах Крыма и кое-где встречающаяся на Кавказе. В Крыму растёт как дикая, так и культурная сосна (много искусственных насаждений). Семена её употребляются в пищу как лакомство.
Итальянская пиния (Pinus pinea L.), очень своеобразная по форме своей кроны, обитает в области Средиземного моря от Мадейры до Кавказа.
Сосна горная (Pinus mugo Turra) растёт в субальпийской области гор от Пиренеев до Кавказа.
В западной части Северной Америки распространена Сосна жёлтая (Pinus ponderosa Douglas), это наиболее широко-распространённая и часто встречающаяся сосна Северной Америки. Это одна из самых высоких сосен в мире, известны деревья высотой более 82 метров.
Сосна Ламберта (Pinus lambertiana Douglas), отличающаяся огромными шишками (в среднем 25-50 см, в редких случаях до 66 см длиной), также распространена в западной части Северной Америки. Является также самой высокой из всех сосен, достигает 82 метра в высоту. Смола этого вида богата сахаром, поэтому его называют в Америке сахарной сосной.
В том же регионе (горы штатов Колорадо, Аризоны и Нью-Мексико) встречается Сосна остистая межгорная (Pinus longaeva D.K.Bailey), дерево с рекордной продолжительностью жизни: известны деревья возрастом до 5000 и более лет.
В восточной части Северной Америки растёт Сосна веймутова (Pinus strobus L.), похожая на сибирский кедр, но более стройная и с более нежной хвоей. Это дерево достигает 50 м в высоту. Оно произрастает от Канады до Аллеган.
Характерные виды Америки составляют также Сосна Культера (Pinus coulteri D.Don), Сосна серая (Pinus sabiniana Douglas) Сосна скрученная (Pinus contorta Douglas) и другие.
Естественный ареал не только рода Сосна, но и всего семейства Сосновые (включая ели, пихты, лиственницы, кедры, псевдолиственницы, тсуги, псевдотсуги) совершенно не захватывает Южную Америку и Австралию и занимает лишь сравнительно небольшую территорию на крайнем севере Африки. Поэтому в данных регионах мира сосны известны лишь в искусственных насаждениях. Например, очень много интродуцированных ещё в XIX веке калифорнийских лучистых сосен (Pinus radiata) в Австралии и Новой Зеландии.
- Сосновый лес (Якутия)
- Молодые шишки
- Шишки на ветвях
- Ветка сосны
- Сосна итальянская в период цветения. Парк Южные культуры, Сочи
- Корейский кедр
- Эльдарская сосна (Pinus brutia var. eldarica, Азербайджан

## Палеонтология
Древнейшие ископаемые остатки сосен найдены в средней юре (батский ярус) Белгородской области России — описан новый вид Pinus bukatkinii. Также известны находки из раннего мела Канады.

## Таксономия
Pinus L., 1753, Species Plantarum 2: 1000.

### Синонимы
Heterotypic Synonyms
- Pinea Wolf, Gen. Pl.: 156 (1776).
- Cembra Opiz, Seznam: 27 (1852).
- Strobus Opiz, Lotos 4: 94 (1854).
- Caryopitys Small, Fl. S.E. U.S.: 29 (1903).
- Apinus Neck. ex Rydb., Bull. Torrey Bot. Club 32: 597 (1905).
- Leucopitys Nieuwl., Amer. Midl. Naturalist 3: 69 (1913), nom. superfl.
- Ducampopinus A.Chev., Rev. Bot. Appl. Agric. Trop. 24: 30 (1944).

### Подроды и виды
Род насчитывает 130 видов. Систематика между видами и родом не стабильна, родственные отношения между видами и секциями ещё исследуются, разные источники могут использовать различные составы секций-подсекций и распределение в них видов. По одной из последних версий внутриродовой систематики виды распределены в два подрода, разделённых на две секции каждый, со своими подсекциями.
| Подрод Pinus Секция Pinus - Pinus - Pinaster Mayr ex Koehne Секция Trifoliae Duhamel - Attenuatae Van Der Burgh - Australes Loudon - Ponderosae Louden - Contortae Little et Critchfield | Подрод Strobus Lemmon Секция Quinquefoliae Duhamel - Strobus Loudon - Gerardianae Loudon - Krempfianae Little et Critchfield Секция Parrya Mayr - Nelsoniae Van Der Burgh - Balfourianae Engelmann - Rzedowskiae Carvajal - Cembroides Engelmann |

Некоторые виды:
| Подрод  | Секция        | Подсекция    | виды |
| ------- | ------------- | ------------ | --- |
| Pinus   | Pinus         | Pinus        | Преимущественно представители старого света, хвоя с парными иголками: Pinus densata, Pinus densiflora, Pinus hwangshanensis, Pinus kesiya, Pinus latteri, Pinus luchuensis, Pinus massoniana, Pinus merkusii, Pinus mugo, Pinus nigra, Pinus resinosa, Pinus sylvestris, Pinus tabuliformis, Pinus taiwanensis, Pinus thunbergii, Pinus tropicalis (с Карибских островов), Pinus uncinata, Pinus yunnanensis. |
| Pinus   | Pinus         | Pinaster     | В основном средиземноморские виды: Pinus brutia, Pinus canariensis, Pinus halepensis, Pinus heldreichii, Pinus pinaster, Pinus pinea и Pinus roxburghii (из Гималаев). |
| Pinus   | Trifoliae     | Attenuatae   | Калифорнийские виды: Pinus attenuata, Pinus muricata, Pinus radiata и Pinus glabra. |
| Pinus   | Trifoliae     | Australes    | Мексиканские виды Pinus herrerae, Pinus lumholtzii, Pinus patula, Pinus tecunumanii, Pinus teocote; виды с востока США: Pinus pungens, Pinus rigida, Pinus serotina, Pinus taeda; виды из Карибского региона: Pinus caribaea, Pinus cubensis, Pinus elliottii, Pinus echinata, Pinus occidentalis, Pinus palustris; другие виды Pinus lawsonii, Pinus pringlei и Pinus jaliscana, Pinus oocarpa, Pinus praetermissa, Pinus leiophylla, Pinus greggii.                                                                                          |
| Pinus   | Trifoliae     | Ponderosae   | Виды с запада США и из Мексики: Pinus coulteri, Pinus sabiniana, и Pinus torreyana дополнительно Pinus arizonica, Pinus engelmannii, Pinus jeffreyi, Pinus ponderosa, Pinus washoensis, и Pinus yecorensis; Pinus devoniana, Pinus douglasiana, Pinus durangensis, Pinus hartwegii, Pinus maximinoi, Pinus montezumae, Pinus pseudostrobus. |
| Pinus   | Trifoliae     | Contortae    | Североамериканские виды: Pinus clausa, Pinus virginiana и комплекс видов Pinus banksiana — Pinus contorta. |
| Strobus | Quinquefoliae | Gerardianae  | Восточноазиатские виды: Pinus bungeana, Pinus gerardiana, Pinus squamata. |
| Strobus | Quinquefoliae | Krempfianae  | Уникальный Вьетнамский вид Pinus krempfii. |
| Strobus | Quinquefoliae | Strobus      | Белые Североамериканские виды: Pinus ayacahuite, Pinus chiapensis, Pinus lambertiana, Pinus monticola, Pinus strobus; дополнительно Pinus flexilis, Pinus strobiformis, Pinus stylesii; белые Восточноазиатские виды: Pinus amamiana, Pinus armandii, Pinus bhutanica, Pinus dalatensis, Pinus fenzeliana, Pinus koraiensis, Pinus kwangtungensis, Pinus morrisonicola, Pinus parviflora, Pinus pumila, Pinus sibirica, Pinus wallichiana и их Европейские сородичи Pinus peuce и Pinus wangii; дополнительно Pinus albicaulis и Pinus cembra. |
| Strobus | Parrya        | Nelsoniae    | Уникальный Мексиканский вид Pinus nelsonii. |
| Strobus | Parrya        | Balfourianae | Древние виды с Северо-Запада США: Pinus aristata, Pinus balfouriana, Pinus longaeva. |
| Strobus | Parrya        | Rzedowskiae  | «Примитивные» виды, группы piñon: Pinus maximartinezii, Pinus pinceana, Pinus rzedowskii. |
| Strobus | Parrya        | Cembroides   | Пиньонские (piñon) виды: Pinus cembroides, Pinus edulis, Pinus monophylla, Pinus quadrifolia, Pinus remota; и Pinus culminicola, Pinus discolor, Pinus johannis, Pinus orizabensis. |

## Значение и применение

### Промышленное использование
Сосна обыкновенная (Pinus sylvestris L.) — в лесах России является безусловно главнейшей и самой распространённой, как в географическом отношении, так и по количеству доставляемой древесины древесной породой: если судить по лесам, для которых имеются статистические данные, то оказывается, что она доставляет более трети всей производимой лесами древесины и более половины поделочного, более ценного, леса. Часть этого последнего идёт в круглом виде, в виде брёвен, на постройки, часть обтёсывается в брусья, главным образом для заграничного отпуска, часть же распиливается на доски.
Сегодня, в начале XXI века, древесина сосны используется как:
- Пиловочное бревно для выработки пиломатериалов
- Судостроительный кряж
- Палубный кряж для выработки палубных и шлюпочных пиломатериалов
- Карандашный кряж
- Авиационный кряж
- Клёпочный кряж для выработки деталей бочковой тары (для заливных, сухотарных бочек и ящиков)
- Тарный кряж
- Шпальный кряж
- Фанерный кряж
- Балансы на целлюлозу
- Мачтовое и гидростроительное бревно
- Рудничное долготьё и рудничная стойка

Древесина сосны отличается смолистостью, прочностью и твёрдостью, в особенности эти качества присущи центральным частям ствола, превращающимся в так называемое ядро. Это ядро отличается от наружных слоёв заболони более интенсивной окраской, изменяющейся в довольно широких пределах, в зависимости от условий роста дерева.
По цвету ядра в северной России отличают обыкновенно кондовую сосну, имеющую мясо-красное или желтовато-красное ядро, и мяндовую, ядро которой окрашено в бледно-желтоватый цвет. Кондовая сосна растёт на более возвышенных местах, отличается мелкослойностью и ценится гораздо выше мяндовой, древесину которой иногда расценивают наравне с еловой.
Кроме древесины, сосна служит для добывания смол, которые получаются или посредством сухой перегонки древесины, главным образом пнёвой, так называемого осмола, или посредством подсечки, дающей так называемую живицу. Живица собирается промышленным способом с массивов, предназначенных к вырубке через год-два после подсечки. После выпаривания воды и скипидара из живицы остаётся твёрдая смола — канифоль. Канифоль имеет вид хрупких прозрачных кусков желтоватого цвета, практически без запаха и горьких на вкус. Своё название она получила по имени греческой колонии Колофон в Малой Азии, откуда в древности её вывозили в больших количествах. Аристотель посвятил сосне раздел своего трактата «Исследования о растениях»: «Если зима умеренная, смолы будет много и хорошей, если зима сурова, смолы меньше и она хуже. Самую лучшую и чистую смолу получают с мест, залитых солнцем, смола из тенистых мест темна и горька». Применяют канифоль для изготовления лаков, сургуча, в быту — при паяльных работах. Музыканты натирают канифолью смычки струнных инструментов.
Древняя окаменевшая смола (живица) — это янтарь.
Предел прочности:
- при сжатии вдоль волокон: 50 МПа,
- при растяжении вдоль волокон: 90-95 МПа,
- при растяжении поперёк волокон (при раскалывании): 6-8 МПа,
- при изгибе: 80-85 МПа.

Плотность: 450—500 кг/м³.

### Лекарственное использование
Сосновые почки, экстракты, эфирное масло, смола (живица) используются при бронхитах, при заболеваниях лёгких. Хвоя сосны используется для профилактики и лечения гипо- и авитаминоза витамина С. Сосновый дёготь применяют наружно в виде мазей от некоторых кожных заболеваний (псориаз, экзема и др.).

### Культивирование
Сосна принадлежит к числу весьма светолюбивых древесных пород, но тем не менее часто образует чистые насаждения. Причина этого заключается в том, что она является одной из наименее требовательных к почве древесных пород, и потому может расти на таких малоплодородных почвах, на которых рост других деревьев оказывается почти невозможным.
Это связано с тем, что у сосны поверхностный тип корневой системы, который может развиваться в тонком (1—2 м) слое плодородной почвы, лежащей на песках. Например, в Карелии сосны могут иметь обширную корневую систему (имея отдельные корневые побеги длиной до 20 метров у взрослых деревьев), расположенную в слое всего 1 м толщиной. Такими типичными для чистых сосновых насаждений почвами являются сухие песчаные, на которых и заселяются сосновые боры. Характерной особенностью таких боров является их одновозрастность, объясняемая тем, что даже в наименее населённых местностях они сильно страдают от лесных пожаров и, легко обсеменяясь после каждого из них, вырастают вновь в виде одновозрастных насаждений.
На типичных боровых местах к сосне изредка подмешивается берёза, белая ольха, некоторые ивы; на более низких местах, с более свежей почвой, является более значительная примесь различных лиственных пород, при ещё большей влажности почвы к сосне примешивается, часто в весьма значительных количествах, ель, а в северных лесах и другие хвойные породы. Наконец, сосна встречается и на моховых болотах, где она, однако, растёт крайне медленно и в столетнем возрасте представляет небольшое деревцо, со стволиком всего в какой-нибудь вершок толщиной. На более плодородных почвах, из которых для сосны лучшими являются свежие пески и супеси, она растёт весьма быстро, являясь одной из быстро растущих хвойных пород.
Сосна, как хвойная порода, возобновляется только семенами, и потому пригодна лишь для высокоствольного хозяйства; чаще всего в её насаждениях применяют обороты рубки от 80 до 120 лет, лишь изредка понижая их до 60 или повышая до 150 лет.
Возобновление происходит естественным путём или производится искусственно. Вырубленные в семенной год неширокие, метров до 30, лесосеки обыкновенно хорошо обсеменяются, и возобновление их оказывается обеспеченным, если не произойдёт заглушения появившихся всходов травой; опасность такого заглушения особенно велика на более свежих почвах, но может быть ослаблена уменьшением ширины лесосеки и защитой её стеной старого леса с южной стороны. При несовпадении года рубки лесосеки с урожаем семян, площадь вырубки часто успевает зарасти травой, после чего появление сосновых всходов оказывается затруднительным, даже в том случае, если на лесосеке, как это часто делается, были оставлены семенные деревья в достаточном количестве. На типичных боровых местах густой травянистый покров держится недолго: он скоро редеет и, в конце концов, оказывается состоящим из невысоких многолетних злаков, которые уже не представляют препятствия для появления всходов сосны, если только семена её смогут долететь на данную площадь.
Если задернелые вырубки не охраняются от выпаса скота, то появление прочных дернин на них оказывается невозможным, и такие площади легко превращаются в сыпучие пески, облесение которых представляет известные трудности. На более свежих почвах травянистый покров своевременно не обсеменившихся вырубок держится дольше и обыкновенно уступает место различным лиственным породам, среди которых преобладает берёза. Под тенью этих лиственных пород заселение сосны снова становится возможным, и она обыкновенно появляется после более или менее значительного промежутка времени.
Значительные по площади вырубки в сосновых борах, кроме вреда от выпаса скота, часто испытывают значительный вред от личинок майского жука, который особенно охотно откладывает яйца на освещённых местах с песчаной почвой. Присутствие этого непрошенного гостя также может повлечь за собой образование сыпучих песков. На узких затенённых лесосеках этот враг появляется редко. Ведение постепенных рубок в сосновых насаждениях кое-где практикуется, но сравнительно редко. Выборочное хозяйство в сосновых насаждениях не может вести к хорошим результатам, ввиду значительного светолюбия этой породы.
Поэтому весьма часто прибегают к возобновлению и разведению сосны посредством посадки, для которой служат обыкновенно однолетние или двухлетние сеянцы: посадка более крупных растений является неудобной вследствие того, что сосна в молодости развивает длинный стержневой корень, который трудно вынуть без повреждений, а к повреждениям корня эта порода, подобно другим хвойным, довольно чувствительна. Сосновые сеянцы высаживают обыкновенно «под меч» (представляет собой лом с наконечником в форме меча весом 5—7 кг), в количестве 1 штука на 6 м².
Камбий сосны используют в производстве ванилина.

## Сосны в изобразительном искусстве
- Рожь. 
 И. И. Шишкин. 
 1878. 
 Масло, холст, 107x187 см. 
 Государственная Третьяковская галерея.
- Опушка леса. 
 И. И. Шишкин.  Холст, масло.
- Сосна на песке. 
 И. И. Шишкин. 
 1884.
- Утро в сосновом лесу. 
 И. И. Шишкин. 
 1886. 
 Масло, холст. 
 Государственная Третьяковская галерея.
- Вечер. 
 И. И. Шишкин. 
 Донецкий областной художественный музей.
- На опушке соснового леса. 
 И. И. Шишкин. 
 1882. 
 Львовская галерея искусств.
- После шторма в Мери-Хови. 
 И. И. Шишкин. 
 1891. 
 Львовская галерея искусств.
- Большая сосна. 
 Поль Сезанн. 
 1890—1896. 
 Масло, холст. 89x70 см. 
 Музей искусств в Сан-Паулу.
- Большая сосна и красные поля. 
 Поль Сезанн. 
 Ок. 1895. 
 Государственный Эрмитаж. Санкт-Петербург.
- Перевал Мисимагоэ в провинции Косю. 
 Кацусика Хокусай. 
 Ок. 1830. 
 Цветная гравюра на дереве.
- Район Ходогая, тракт Токайдо. 
 Кацусика Хокусай. 
 Ок. 1830. 
 Цветная гравюра на дереве.
- Из серии «36 видов горы Фудзи» (4). 
 Хиросигэ.  1832. 
 Цветная гравюра на дереве.
- Сосна со «свисающими рукавами» на пруду Сендзоку. Из серии «100 видов Эдо». 
 Хиросигэ.  1832. 
 Цветная гравюра на дереве.
- Лесная дорога к Виль д'Аврэ. 
 Камиль Коро. 
 Вторая треть XIX века. 
 Масло, холст. 46×35 см. 
 Национальная галерея Шотландии.
- В Крымских горах. 
 Ф. А. Васильев. 
 1873. 
 Масло, холст. 
 Государственная Третьяковская галерея.
- Сосна. Сен-Тропе. 
 Поль Синьяк. 
 1892—1893. 
 Масло. 
 Государственный Эрмитаж, Санкт-Петербург.
- Сосна Берто. Сен-Тропе. Поль Синьяк. 1909. Холст, масло. ГМИИ им. Пушкина, Москва.

## Сосна в верованиях, мифах и преданиях
Сосна являлась наиболее характерным для Русского Севера и центрально-русских областей видом священного дерева, что в целом соответствовало её культовой роли в североевропейской мифологии. Часто сосны были составной частью культовых комплексов — природных (дерево, камни, источники) или смешанного состава (с включением христианских святынь).